# Russell E. Dougherty

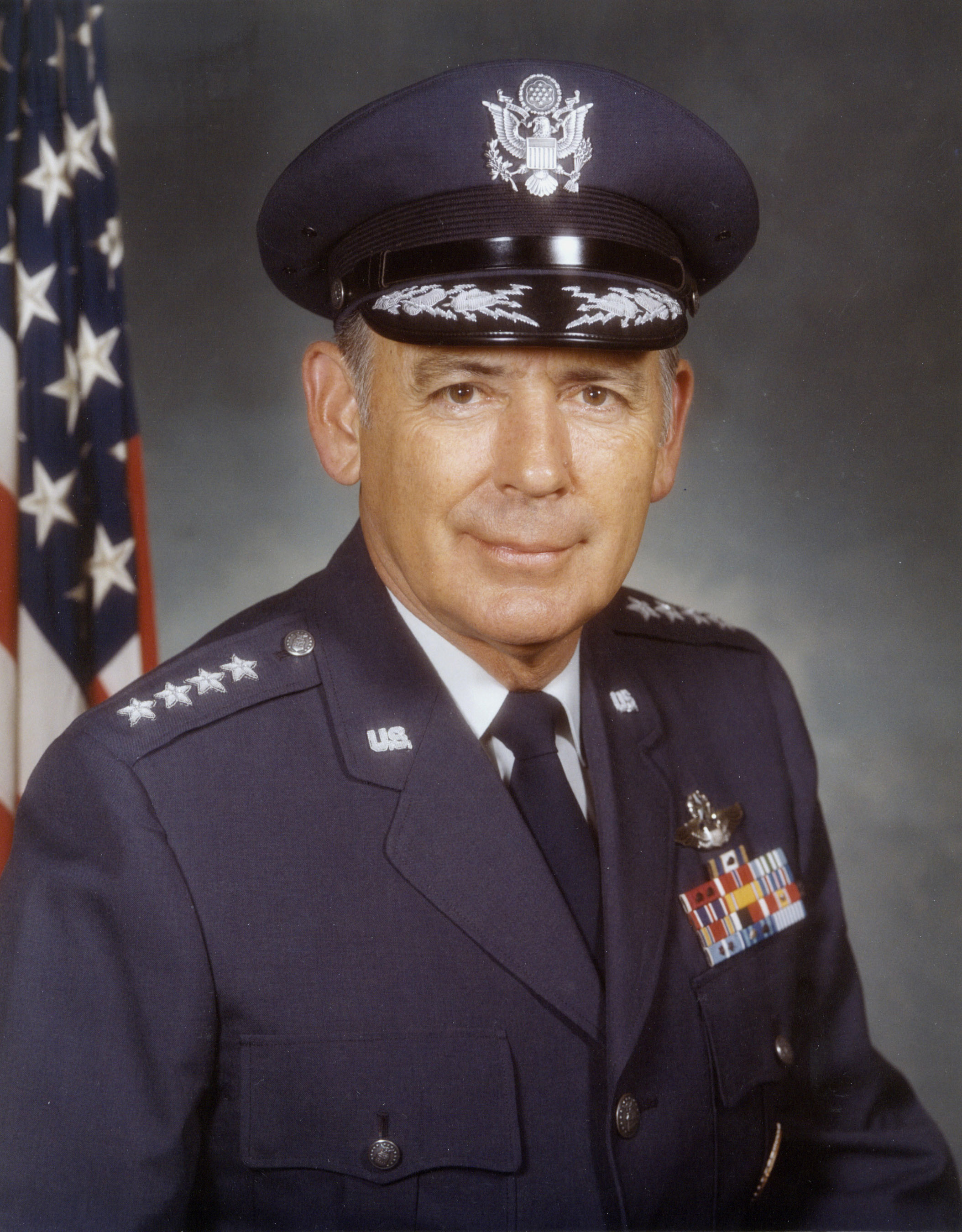
Russell E. Dougherty

Russell Elliott Dougherty (* 15. November 1920 in Glasgow, Barren County, Kentucky; † 7. September 2007 in Potomac Falls, Loudoun County, Virginia) war ein General der United States Air Force. Er war unter anderem Kommandeur der 2. Luftflotte und des Strategic Air Command.

## Leben
Er war ein Sohn von Ewell Walter Dougherty (1885–1942) und dessen Frau Bess House Dougherty (1892–1971). Er besuchte die öffentlichen Schulen seiner Heimat und studierte danach an der Western Kentucky University. Es folgte ein Jurastudium an der University of Louisville. Anschließend war er für einige Zeit für das FBI tätig. Nach dem amerikanischen Eintritt in den Zweiten Weltkrieg trat er den United States Army Air Forces bei, wo er eine Offiziers- und Pilotenausbildung erhielt. Im März 1943 wurde er als Leutnant in deren Offizierskorps aufgenommen. In der Armee bzw. ab 1947 in der United States Air Force durchlief er anschließend alle Offiziersränge vom Leutnant bis zum Vier-Sterne-General.
Im Zweiten Weltkrieg war er zunächst Ausbildungspilot. Später diente er in der 3. Luftflotte, wo er ebenfalls als Ausbildungsoffizier tätig war. Im Jahr 1947 wurde er in die als eigenständige Teilstreitkraft des amerikanischen Militärs neu gegründete US Air Force übernommen. Er diente zeitweise in deren Reserve und war sowohl als Pilot als auch als Jurist bei militärischen Einheiten tätig. Anfang der 1950er Jahre wurde er zum Hauptquartier der amerikanischen Luftstreitkräfte in Japan versetzt, wo er in deren juristischen Stabsabteilung als Militäranwalt arbeitete. Nach Ausbruch des Koreakriegs wurde er, immer noch im Hauptquartier der Luftwaffe in Japan, zur Stabsabteilung für militärische Aufklärung und Geheimdienstaktivitäten versetzt.
Im Juni 1951 kehrte Russell Dougherty in die Vereinigten Staaten zurück, wo er seine Offizierslaufbahn fortsetzte. Er gehörte verschiedenen Generalstäben an in denen er unter anderem wieder als Militäranwalt tätig war. Später wurde er auch im operativen Bereich verwendet. Zwischenzeitlich kommandierte er Mitte der 1950er Jahre auf der Davis-Monthan Air Force Base in Arizona die 358. Bomberstaffel (358th Bombardment Squadron). Anschließend wurde er zum Stab der 15. Luftflotte versetzt. Dort stieg er bis zum Leiter der Stabsabteilung für Operationen auf. Im Jahr 1959 absolvierte er das National War College in Fort Lesley J. McNair in Washington, D.C.
In der Folge gehörte er in unterschiedlichen Funktionen dem Stab im Hauptquartier der Air Force an. In den Jahren 1964 und 1965 gehörte er dem Stab des United States European Commands (EUCOM) an, der damals in Saint-Germain-en-Laye bei Paris in Frankreich ansässig war. Dort leitete Dougherty die Stabsabteilung für Operationen (J3). In dieser Zeit wurde in seiner Abteilung die erfolgreiche Rettungsaktion von Geiseln durch amerikanische und belgische Soldaten in Stanleyville in Kongo geplant. Diese Operation erfolgte im Zusammenhang mit der Simba-Rebellion.
Im August 1965 kehrte er in die Vereinigten Staaten zurück, wo er bis zum Juli 1967 dem Stab des Verteidigungsministeriums angehörte. Dort war er in der Abteilung für amerikanisch-europäische Angelegenheiten tätig. Anschließend kehrte er zum Stab von EUCOM zurück. Dieses Kommando war inzwischen nach Stuttgart in Deutschland verlegt worden. Bis zum August 1969 leitete er dort die unter anderem für Planungen zuständige Stabsabteilung J5. Danach kehrte er zum Hauptquartier der Luftwaffe zurück. Dort war er in der Stabsabteilung für Planungen und Operationen tätig. Im Februar 1970 übernahm er die Leitung dieser Abteilung.
Russell Doughertys nächste Mission führte ihn auf die Barksdale Air Force Base in Louisiana. Dort übernahm er am 3. April 1971 das Kommando über die 2. Luftflotte. Dieses Amt bekleidete er bis zum 1. Mai 1972. Anschließend wurde er unter Beförderung zum Vier-Sterne-General Stabschef der NATO (Chief of Staff, Supreme Headquarters Allied Powers Europe, headquarters of North Atlantic Treaty Organization’s Allied Command Europe) in Mons in Belgien. Dieses Amt bekleidete er bis zum August 1974.
Am 1. August 1974 übernahm er auf der Offutt Air Force Base in Nebraska als Nachfolger von John C. Meyer das Kommando über das damalige Strategic Air Command. Diese Aufgabe erfüllte er bis zum 31. Juli 1977, als Richard H. Ellis seine Nachfolge antrat. Anschließend schied er aus dem aktiven Militärdienst aus.
Nach seiner Pensionierung praktizierte Russell Dougherty für einige Jahre als Rechtsanwalt in Washington, D.C. für die Kanzlei McGuire, Woods, Battle & Booth. Er starb am 7. September 2007 in Potomac Falls, einem Ortsteil von Sterling (Virginia), und wurde auf dem amerikanischen Nationalfriedhof Arlington beigesetzt.

## Orden und Auszeichnungen
Russell Dougherty erhielt im Lauf seiner militärischen Laufbahn unter anderem folgende Auszeichnungen:
- Defense Distinguished Service Medal
- Air Force Distinguished Service Medal
- Legion of Merit
- Bronze Star Medal
- Joint Service Commendation Medal
- Air Force Outstanding Unit Award
- American Defense Service Medal
- American Campaign Medal
- World War II Victory Medal
- Army of Occupation Medal
- National Defense Service Medal
- Korean Service Medal
- Air Force Longevity Service Award
- United Nations Service Medal Korea (UNO)